# Holthuis (havezate)
Holthuis is een landhuis en voormalige havezate in het Nederlandse dorp Twello, provincie Gelderland. 

## Geschiedenis
In 1374 wordt voor het eerst melding gemaakt van het kasteel ‘het Holthues’. In dat jaar werd het kasteel verplicht om een tiende af te dragen aan het Heilige Geest Gasthuis in Deventer.
In 1512 werd het Holthuis in leen uitgegeven door de heren van Bronckhorst aan de familie Cuynre. Twaalf jaar later werd het bewoond door de familie Schull, die er tot 1575 bleef wonen. In 1593 ging het Holthuis over naar de familie Van der Hell.
De familie Van Renesse kreeg de havezate in 1695 in eigendom.
In 1719 kocht het echtpaar Brand-Seppe het huis aan. Zij lieten het Holthuis gedeeltelijk afbreken en in 1721 vervangen door een grotendeels nieuw landhuis.
In de 19e eeuw waren er diverse eigenaren, zoals Carel Arend Jan baron van Boecop en Joan Frederik Nering Bögell. Die laatste kocht Holthuis op een veiling, voerde enkele aanpassingen door en gebruikte het daarna als zomerverblijf.
Burgemeester Gustaaf Willem Jacobus van der Feltz kocht in 1938 het Holthuis aan. Inmiddels was het verwaarloosd geraakt en hij liet het renoveren. In 1944 werd het echter gevorderd door de Duitse bezetter. De enige oorlogsschade ontstond door een geallieerd vliegtuig dat neerstortte. De schade aan het huis werd in 1947 weer hersteld.

## Beschrijving
De middeleeuwse havezate was omgracht en had een voorburcht. Het is niet bekend hoe dit kasteel er uit heeft gezien.

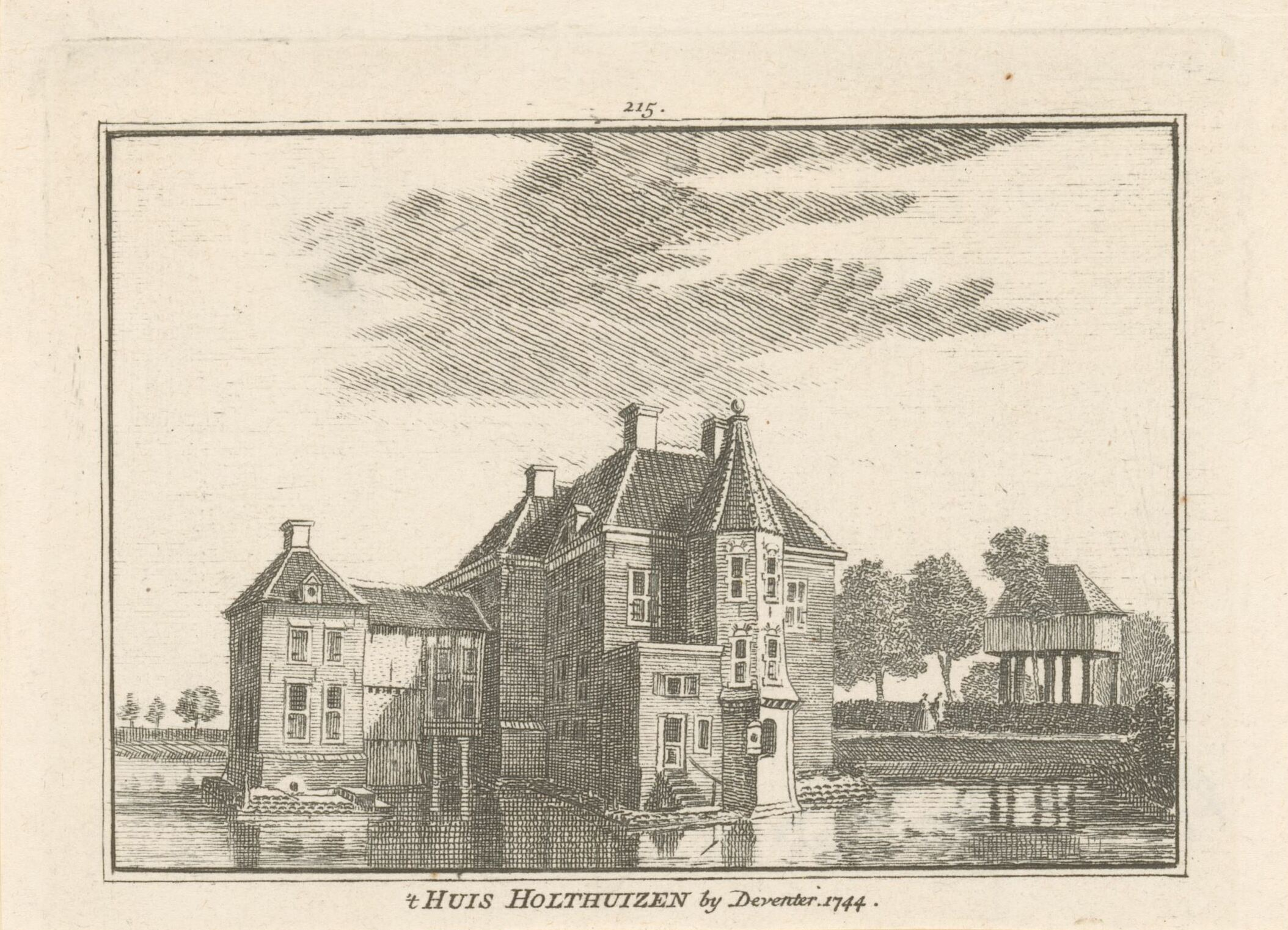
Achterzijde van het kasteel Holthuis, prent uit 1750 naar het voorbeeld van Jan de Beijer

Op de fundamenten van de middeleeuwse voorganger is in 1721 door het echtpaar Brand-Seppe het nieuwe landhuis gebouwd. Twee tekeningen uit 1743 van Jan de Beijer laten het huis zien zoals dat door hen was gerealiseerd: een hoofdvleugel met een breed voorhuis van twee bouwlagen en een souterrain, een smaller achterhuis, en een zeshoekige traptoren met een aanbouw. Aan de rechterzijde was tevens een lagere zijvleugel gebouwd met aan het uiteinde een vierkante toren.
Begin 19e eeuw waren de zijvleugel en de toren verdwenen. De grachten werden gedempt en in de periode 1873-1875 werden de traptoren en een deel van het achterhuis gesloopt. Het park had in de 18e eeuw nog een geometrische structuur, maar kreeg in de 19e eeuw een landschappelijk karakter. De Firma Copijn en Zoon ontwierp in 1925 opnieuw het park en twee jaar later de geometrische deeltuin.
Het huidige landhuis heeft twee verdiepingen en wordt afgedekt met een omlopend schilddak. Op de hoeken van het dak staan schoorstenen met windkappen.
De duiventil is na de oorlog geplaatst om aan te geven waar het geallieerde vliegtuig is neergestort.
Aalst · Aardenburg · Acquoy · Aerdt · Agistaldaburg · Ahof · Aldenhaag · Aller · Ambe · Ammersoyen · Ampsen · Andelst · Angeroyen · Appelburg · Appelse walburg · Appeltern · Arler · Baak · Babberich · Baer · Baerle · Bakerbosch · Balgoij · Barlham · Batenburg · Beek · Beerenclaauw · Bemmel · Bevervoorde · Bergh · Biljoen · Bingerden · Blankenborg (Laren) · Blankenborg · Blauwe Huis · Blokhuis (Ravenswaaij) · Boelenham · Boetselaersborg · Borculo · Boswaai · Brakel · Den Brakel · Den Bramel · Bredevoort · Broekhuizen · Bronkhorst · Bruchem · Bruinhorst · Brunsberg · Bulkestein · Bunswaard · Burcht van Tiel · Buren · De Buurse · Byland · Byvanck · Caetshage · Camphuysen · De Cannenburch · de Cloese · Coldenhove · Culemborg · Dedinckweerd · Delwijnen · Didam · Diepenbroek · Hof te Dieren · Huis Dijck · Dikke Tinne · Doddendaal · Dodewaard · Doornenburg · Doornik · Doorwerth · Dooyenburg · Dorth · Doseburg · Drakenburg · Dreumel · Druten · Duivelshuis · Eerbeek · De Ehze · Elburg · Eldrik · Emmerik · Engelenburg · Groot Engelenburg · Engelrode · Enghuizen · Enspijk · De Essenburgh · Essenpas · Est · Fokkinck · Gameren · Geerestein · Geldermalsen · De Gelderse Toren · Geldersweerd · Gellicum · Gendt · Gennepestein · Glindhorst · Goudenstein · ‘s-Grevenhoef · Groot Hell · Groenlo · Groesbeek · Huis te Groesbeek · Grunsfoort · Gulden Spijker · Hackfort · Hackforts Veenhuis · Hagen · Hagevoort · Hamerden · Hanepol · Harreveld · Harslo · Hassink · Het Haveke · Hedel · Heeckeren · De Heegh · Hees · De Heest · Hellouw · Hemmen · Hernen · Motte van Hernen · Heumen · Heusden · Hoekelum · Hoekenburg · De Hoeve · De Hof · Hof d'Ooy · Hof van Arkel · Huis het Holt · Holthuis · Het Holtslag · Ter Horst · Houberg · St. Hubertus · Huissen · Hulhuizen · Hulkestein · Hulsen · Hunneschans bij De Duno · Hunneschans bij Uddel · Jonker Bloo · 't Joppe · De Kamp · Karssenberg · Kemnade · Keppel · Kermestein · Kernhem · Kervel · Kiefskamp · De Kinkelenburg · Klein Enghuizen · Kleverburg · Kortenhoeve · Laag Helbergen · Lakenburg · Landfort · Langen · Latenstein · De Lathmer · Lathum · Ter Lede · Leegpoel · Leemcuyl · Leeuwen · Leeuwenbergh · Lensenburg · Lent · Leur · Leuvenum · Leyenburg · Lichtenvoorde · Lievenstein · Loenen · Loevestein · Loil · Loowaard · Luynhorst · Hof te Maasbommel · Magerhorst · Malburgen · Malderburcht · Malsen · Manhorst · Marhulsen · De Marsch · Marveld · Mathena · Maurik · Medel · Medestein · 't Medler · Meinerswijk · De Mellard · Mensink · Mergelp · Meteren · 't Meyerink · Middachten · Millingen · Mussenberg · Nagelhorst · Nederhagen · Nederhemert · Neerijnen · Huis Neerijnen · De Nesch · Nettelhorst · Nieuwe Blokhuis ·  Nijburg · Nijenbeek · Old Putten · Notenstein · Nye Huis · Olde Spijker · Oldenaller · Oldenhof (Driel) · Oldenhof (Heteren) · De Ooij · Oolde · Oud Oolde · Oosterhout · Ophemert · Opijnen · Oud Ampsen · Oude Blokhuis · Het Oude Loo · Oude Voorst · Oudenborch · Oud-Wisch · Huis te Overasselt · Overeng · Overhagen · Overlaar · 't Oye · Palmestein · De Parck · Persingen · Plekenpol · Ploen · Pluimenburg · Poederoijen · Poelwijck · Poelwijk · De Pol (Dreumel) · Huis de Poll (Huis te Gietelo) · De Poll (Huissen) · Pollenbering · Pollenstein · Puttenstein · Het Raasink · Ravenhorst · De Rees · Ressen · Reuversweerd · Reygersfoort · Rhijnestein · Huis Rijswijk · Rode Toren · Roode Wald · Rosande · Rosendael · Rossum · Rumpt · Ruurlo · Rijsselt · Schadewijk · Schaffelaar · Scherpenzeel · Schoonbroek · Schoonderbeek · Schoonenburg · Schuilenburg · Schuilkerke · Hof te Seelbeek · Sevenaer I · Sevenaer II · Sinderen (Oude IJsselstreek) · Sinderen (Voorst) · Slangenburg · Sleeburg · Slimsijp · De Snor · Soelen · Spaansweerd · Spaldorp · Spijk · Staverden · Sterkenburg · Swanepol · Tarthorst · Teisterbant (Kerk-Avezaath) · Teisterbant (Kerkdriel) · Ter Dicke · Tolhuis · Tolhuis (Tiel) · Tollenburg · Tongerlo · Toren van Wely · Tuil · Ubbergen · Uilenburg (Ewijk) · Uilenburg (Heteren) · Ulenpas · Ulft · Upladen · Valburg · Valkhofburcht · Valkhofpalts · Vanenburg · Varik · Hof te Varsseveld · 't Velde · Velhorst · Verwolde · Vierakker · De Voorst · Voorstonden · Vorden · Vosbergen · Vredenburg · Vredestein (Driel) · Vredestein (Ravenswaaij) · Vuren · Waardenburg · Waddestein · Wadenoijen · Waede · Wageningen · Walfort · 't Waliën · De Wardt · Watergoor · Watermeerwijk · Wayenstein (Huis te Herwijnen) · Well (Huis van Malsen) · Weijenrade · Westenburg · Westerholt · Weurt · De Wiersse · Wijenburg (Echteld) · De Wildenborch · De Wildt · Wilp · Wilperhorst · Winssen · Wisch · Wychen · Wolfswaard · Woolbeek · Yrst · IJzendoorn · Zeeland · Zilveren Spijker · Zuilichem · Zwaluwenburg · Zwanenburg (Heerde) · Zwanenburg (Megchelen)